# Asedio de Peñíscola
El asedio de Peñíscola en 1225 fue la primera acción de la Conquista del Reino de Valencia emprendida por Jaime I el Conquistador, que fracasó.

## Antecedentes
Finalizadas las guerras occitanas, que duraron desde su comienzo casi veinte años, se iniciaron las rebeliones nobiliarias, Jaime I quedaba atado de manos y pies, sin poder tomar ninguna decisión y, incluso, sufrió vejaciones como la de restar prisionero, conjuntamente con su esposa Leonor, en Zaragoza en manos de los nobles durante la revuelta nobiliaria de 1224 .
El 28 de abril de 1225 se celebran las Cortes en Tortosa para seguir la expansión hacia el sur, en las que uno de los más interesados es Poncio de Torrella, obispo de Tortosa a quien el rey hace donación de los castillos de Miravet y Sufera (Cabanes).

## Asedio
Durante el verano de 1225, Jaime I intentó apoderarse del castillo de Peñíscola desde Alcañiz. Aunque algunas naves colaboraron en el intento, los nobles aragoneses le dieron la espalda y fracasó. Cuando acabarse los víveres que habían llegado de Teruel, levantó el asedio.

## Consecuencias
En 1226, Jaime I el Conquistador llamó a los nobles de Aragón y Cataluña para iniciar la conquista de Balansiya entrando por Teruel , pero en saberlo, Zayd Abu Zayd le pidió una tregua que aceptó a cambio de la quinta parte de las rentas de Balansiya y Mursiyya. Pedro de Ahonés, que no respetó la tregua con los sarracenos fue muerto por los caballeros del rey, en su primera muestra de autoridad. Su muerte a manos del rey fue la causa que inició tercera revuelta nobiliaria contra Jaime I de Aragón, que no tomaría la ciudad hasta 1233.